# Cilunculus cymobostrychos
Cilunculus cymobostrychos là một loài nhện biển trong họ Ammotheidae. Loài này thuộc chi Cilunculus. Cilunculus cymobostrychos được miêu tả khoa học năm 2004 bởi Bamber.